# 1974 год в истории метрополитена
В этой статье перечисляются основные  события из истории метрополитенов в 1974 году. Полужирным шрифтом выделены открытия новых транспортных систем.

## События
- 9 мая — открыто Пражское метро. Первый участок (I.C) состоял из 9 станций: «Ка́черов», «Бу́дейовицка», «Младежницка» (ныне «Панкрац»), «Пра́жскего по́встани», «Готтвалдова» (ныне «Вышеград»), «И. П. Па́влова», «Му́зеум», «Гла́вни на́дражи», «Соколовска» (ныне «Флоренц»).
- 12 августа — открыты станции Калужско-Рижской линии Московского метрополитена «Калужская» и «Беляево», закрыта временная станция «Калужская». В столице СССР теперь 98 станций.
- 15 августа — открыт Сеульский метрополитен.
- 14 сентября — открыт Метрополитен Сан-Паулу.[1]
- 6 декабря — линия Лионского фуникулёра между станциями Круа-Паке и Круа-Русс преобразована в линию зубчатой железной дороги, ставшей с 1978 года частью линии C Лионского метрополитена.

## Происшествия
| Дата       | Метро                   | Погибли | Пострадали | Описание |
| ---------- | ----------------------- | ------- | ---------- | --- |
| 20 октября | Московский метрополитен | 0       | ???        | На станции «Площадь Революции» произошёл пожар (в ряде источников утверждается, что был взрыв). Немало пассажиров попали в больницы с травмами и отравлением продуктами сгорания, точное число пострадавших неизвестно. По воспоминаниям диспетчера Арбатско-Покровской линии, имела место авария при проведении сварочных работ. |